# Полибутилентерефталат
Полибутилентерефталат (ПБТ, PBT), (C12H12O4)n — это кристаллизующийся полимер, относящийся к сложным насыщенным полиэфирам. Получил широкое распространение как конструкционный пластик. Области его применения включают машиностроение, автомобильную промышленность, электротехнику и электронику, радиотехнику, точную механику, бытовую технику, товары широкого потребления. Использование полибутилентерефталата в качестве конструкционного термопластичного материала связано с его базовыми свойствами и возможностью разнообразной модификации материала.

## Получение
Впервые полибутилентерефталат синтезирован в США в конце 1960-х годов, на мировом рынке появился в 1970 году.
Получают в две стадии по периодической или непрерывной схеме. На первой стадии синтезируют бис-(4-гидроксибутил)терефталат, бис-(4-гидроксибутил)терефталат получают этерификацией терефталевой кислоты или переэтерификацией диметилтерефталата 1,4-бутиленгликолем. На второй — проводят поликонденсацию. Катализаторами процесса выступают титансодержащие соединения, в частности тетрабутоксититан (3·10-4 моль/моль терефталата). Поликонденсацию бис(4-гидроксибутил)терефталата проводят в вакууме при 240—250 °C. Расплав полибутилентерефталата выдавливают из автоклава, охлаждают водой и дробят на гранулы цилиндрической формы. Гранулы сушат в вакуумных или воздушных сушилках.

## Свойства
Обладает сходными свойствами с другими термопластичными полиэфирами, высокой прочностью, жесткостью и твердостью, стоек к ползучести, хороший диэлектрик. Полибутилентерефталат обладает хорошими антифрикционными свойствами. Уязвим для УФ-излучения. Под воздействием воды, температура которой более 60 °C теряет свои свойства.

## Преимущества перед другими термопластами
Хорошие технологические свойства, связанные с высокой скоростью кристаллизации при низких температурах формы (30-100 °C) и высокой текучестью расплава. Имеет высокую устойчивость перед растворителями. При добавлении стекловолокна полибутилентерефталат выдерживает температуры до 200 °C.

## Применение
Литьевым полибутилентерефталатом и композиционными материалами на его основе заменяют такие металлы как цинк, бронза и алюминий. Также полибутилентерефталатом заменяются реактопласты, например, в производстве деталей электротехнического, конструкционного и декоративного назначений в автомобилестроении, электротехнике, электронике и бытовой технике.